# Кабанов, Николай Иванович
Никола́й Ива́нович Каба́нов  (1912, Москва — 1984, Новосибирск) — советский учёный-радиотехник, доктор технических наук, профессор НЭТИ.
Автор Открытия СССР № 1 «Эффект Кабанова», который явился основой разработки радиолокационных станций раннего и дальнего (загоризонтного) обнаружения запусков баллистических ракет и ракет-носителей космических аппаратов в СССР и США.

## Биография
Родился в Москве 12 марта 1912 года[по какому календарю?]. В 1921 году окончил семилетнюю школу, в 1929 году — электротехнические курсы по специальности «электромонтёр» (с 1927 года по 1929 год работал электромонтёром на фабрике), в 1932 году — факультет трансформаторостроения первого электротехникума. Наконец, в 1936 году окончил Московский электротехнический институт связи, работая с 1934 года в Особом техническом бюро по военным изобретениям.
С октября 1941 до 1947 года находился в армии. Занимался разработкой радиолокационного вооружения; с 1944 года по 1947 год преподавал радиолокацию в Военно-воздушной академии имени Жуковского.
В 1947—1960 годах работал в армейских научно-исследовательских организациях. Ещё в 1946 году Кабанов показал принципиальную возможность обнаружения воздушных целей в коротковолновом диапазоне волн на дальности три тысячи километров. В 1947 году открыл явление рассеивания поверхностью Земли отраженных ионосферой коротких радиоволн, названное «эффектом Кабанова». Работы Кабанова были засекречены. Работая научным сотрудником в НИИ-16 (в Мытищах), в рамках НИР «Веер» он создал экспериментальный макет установки ЗГРЛС; в 1948 году ему впервые в мире удалось зафиксировать отражение от Земли. Результаты легли в основу его докторской диссертации «Исследование коротковолнового радиолокационного зондирования за пределами геометрической видимости 1000-3000 км и более - ионосферная радиолокация», которую он защитил в октябре 1950 года.
Установка в Мытищах была ориентирована на юг и с её помощью можно было отслеживать берег Турции. Однако заявленной дальности 1000—3000 км она не давала и некоторые ведущие учёные посчитали, что это принципиально невозможно. В результате, в 1950 году НИР «Веер», была закрыта. В США также проводились эксперименты по загоризонтной радиолокации и первоначально они тоже не имели успеха из-за мощной пассивной помехи — сигналов возвратно-наклонного зондирования. Когда же они смогли коротковолновым локатором обнаружить ракету на большой дальности, в СССР вспомнили о работах Кабанова и «Эффект Кабанова» вскоре был зарегистрирован в Госреестре открытий СССР (26.06.1957 под № 1 с приоритетом от 15.03.1947). К этому времени группа Е. С. Штырена в НИИ-100 Минсвязи, уже выдвинула абсолютно новую, не такую, как у Кабанова, идею загоризонтной радиолокации.
В 1960—1964 годах Н. И. Кабанов заведовал лабораторией Института радиофизики и электроники СО АН СССР (Новосибирск). В 1964—1976 годах заведующий кафедрой антенно-фидерных устройств НЭТИ (ныне НГТУ). Основал научное направление и научную школу в области распространения радиоволн и СВЧ устройств.
Умер в Новосибирске в 1984 году.

## Награды
Боевые заслуги Н. И. Кабанова были оценены орденами и медалями:
- Орден Отечественной войны I степени (04.02.1944)
- Орден Отечественной войны II степени (18.11.1944)
- Медаль «За боевые заслуги» (19.11.1951)
- Медаль «За оборону Москвы» (01.05.1944)
- Медаль «За победу над Германией в Великой Отечественной войне 1941-1945 гг.» (09.05.1945)